# Catarroja (kommunhuvudort)
Catarroja är en kommunhuvudort i Spanien.   Den ligger i provinsen Província de València och regionen Valencia, i den östra delen av landet, 300 km öster om huvudstaden Madrid. Catarroja ligger 11 meter över havet och antalet invånare är 27 035.
Terrängen runt Catarroja är platt.Runt Catarroja är det mycket tätbefolkat, med 4 343 invånare per kvadratkilometer. Närmaste större samhälle är Valencia, 8,0 km norr om Catarroja. Trakten runt Catarroja består till största delen av jordbruksmark.